# Tulasnellaceae
Famille
Les Tulasnellaceae sont une famille de champignons de l'ordre des Cantharellales. La famille comprend principalement les champignons épanchés appelés parfois champignons gélatineux (anciennement les hétérobasidiomycètes). Les espèces sont saprophages du bois ou de litière en décomposition, mais beaucoup sont également endomycorhiziennes, associées à des Orchidées et certaines forment des associations ectomycorhiziennes avec des arbres ou d'autres plantes.

## Description
Gymnocarpes, basides subglobuleuses, non septées, à deux ou quatre stérigmates volumineux. Spores germant en se renouvelant.

## Historique
La famille a été décrite et créée en 1897 par le botaniste suédois et mycologue Hans Oscar Juel pour accueillir les espèces de champignons produisant des basidiocarpes (fructifications) ayant des basides distinctifs présentant des stérigmates très enflés. La famille comprenait deux genres: Tulasnella lui-même caractérisé par une surface hyménienne lisse et les poroides à la surface poreuse, comme chez les polypores, du genre Muciporus.  Ce dernier genre s'avérant plus tard être des espèces de Tulasnella qui poussent sur la surface des vieux polypores. En 1900, le mycologue français Narcisse Patouillard installait la famille des Tulasnellaceae dans les hétérobasidiomycètes ou champignons gélatineux et, en 1922, le mycologue anglais Carleton Rea place la famille dans son ordre propre, les Tulasnellales, au sein des hétérobasidiomycètes.

## Situation actuelle
De nos jours[Quand ?] la recherche moléculaire, basée sur les analyses cladistiques des séquences d'ADN, a confirmé la famille des Tulasnellaceae comme distincte, mais il a placé la famille au sein de l’ordre des Cantharellales, proche de celle des Ceratobasidiaceae. Depuis 2008, une nouvelle publication propose que cette famille comporte trois genres rassemblant une cinquantaine d'espèces, les deux nouveaux genres ne contenant que trois espèces.

## Habitat
Les espèces de la famille des Tulasnellaceae peuvent aussi former des associations ectomycorhiziennes avec des arbres et certaines plantes comme les  orchidées épiphytes,.

## Distribution
Leur distribution est cosmopolite, le monogenre Stilbotulasnella n'est rencontré qu'au Guatémala.

## Les trois genres

### Le genreEpulorhiza
Il contient deux espèces.
- Epulorhiza anaticula
- Epulorhiza epiphytica

### Le genreStilbotulasnella
Il contient une espèce.
- Pseudotulasnella guatemalensis

### Le genreTulasnella
Genre le plus important de la famille des Tulasnellaceae, il contient une trentaine d'espèces.

## Liste des genres
Selon MycoBank (27 octobre 2013) :
- Epulorhiza
- Tulasnella
- Pseudotulasnella

Selon Catalogue of Life (27 octobre 2013) :
- genre Epulorhiza
- genre Gloeotulasnella
- genre Pseudotulasnella
- genre Tulasnella

Selon NCBI (27 octobre 2013) :
- genre Epulorhiza
- genre Gloeotulasnella
- genre Tulasnella